# La reina del sur
La Reina del Sur é uma novela americana produzida pela Telemundo, em conjunto com a rede Antena 3 e RTI Producciones e exibida entre 28 de fevereiro de 2011 a 16 de janeiro de 2023.
A história é baseada no livro de mesmo nome, escrita pelo autor espanhol Arturo Pérez-Reverte em 2002.
Kate del Castillo interpreta Teresa Mendoza, uma jovem nascida no México, que se torna a mais poderosa traficante de drogas do sul da Espanha. Cristina Urgel, Ivan Sanchez, Rafael Amaya e Humberto Zurita interpretam os demais papéis principais.

## Produção
Em março de 2009, a Telemundo adquiriu os direitos da novela La Reina del Sur, do escritor Arturo Pérez-Reverte.
La Reina del Sur foi anunciada pela Telemundo como parte de sua programação de 2010-2011, no início de 2010. Em maio de 2010, a atriz Kate del Castillo foi confirmada como a protagonista da história.
A maior parte do programa foi filmado no outono de 2010 nos estúdios da Telemundo na Colômbia. Vários atores e cenários foram utilizados simultaneamente por mais de uma produção. Conjuntos representando Marrocos utilizados na telenovela El Clon também foram utilizadas para representar o rochedo de Gibraltar e a  cidade de Fez durante as filmagens. Algumas cenas filmadas na Colômbia também foram utilizados em El Cartel 2: La Guerra total.
Com um orçamento de US$10 milhões, é a segunda telenovela mais cara produzida pela Telemundo, sendo a primeira El Señor de los Cielos.
Rafael Amaya filmou algumas cenas de La Reina del Sur e ao mesmo tempo que filmava Alguien te mira. Sara Maldonado também compartilhou seus esforços  entre a novela e a produção Aurora.
Em maio de 2017, a Telemundo confirmou a segunda temporada da telenovela, que estrearia no ano de 2018, porém foi prorrogada, estreando em 22 de abril de 2019.
As gravações dessa segunda temporada se iniciaram em abril de 2018, em Bucareste, na Massa Marítima italiana e em Málaga. Também teve cenas rodadas na Colômbia e no México. O motivo da trama ter como cenário outros países foi a impossibilidade da atriz Kate del Castillo pode entrar no México, devido ao fato que ela estava sendo investigada por envolvimento com o narcotraficante "El Chapo". Durante as gravações, a atriz Kate del Castillo teve um problema nos olhos, motivo pelo qual as gravações foram interrompidas por alguns dias. As gravações terminaram em novembro de 2018.

## Sinopse

### Primeira temporada
A história começa em Culiacán, Sinaloa, quando Teresa recebe uma ligação. Lhe dizem que seu namorado, o "Güero" Dávila morreu, por isso ela deve fugir. Ela pede ajuda a Epifanio Vargas, padrinho de Dávila, que a manda para Melilla, na Espanha, para criar uma nova vida. Lá, ela trabalha em um bar e conhece sua melhor amiga, Fátima Manssur e a Santiago López Fisterra, um homem com o qual ela se relaciona intimamente. Ele é um traficante de tabaco e hachís entre o Marrocos e Espanha, pelo Estreito de Gibraltar, e ela começa a acompanhar e ajudar em suas viagens. Após um acidente planejado, Fisterra morre, mas Teresa sobrevive e é enviada para a prisão.
Lá conhece Conejo e Patricia O'Farrell (Paty), uma mulher bissexual que chegou à prisão por seu namorado que tirou uma grande dose de drogas de seus parceiros na máfia russa. Dentro da prisão, Paty salva Teresa de um incêndio e elas se tornam confidentes. Depois que ambas saem da prisão, começaram um negócio de tráfico de drogas, usando a mesma porção de drogas roubadas dos russos, que Patricia sabia muito bem da sua localização, pelo Estreito de Gibraltar, com seus mesmos donos. Graças à sua grande capacidade de números e sua inovação, ela é salva do castigo do russo Oleg Yasikov, se tornam parceiros e com a passagem do tempo e suas conquistas, forjam uma "empresa" que se torna o mais bem sucedido no tráfico de drogas no sul da Espanha. Todo esse mérito de Teresa, seus grandes ganhos, sendo mexicana e triunfando em outros países, e perguntando a todos de onde ela vem, faz a celebridade acreditar em seu apelido de "A Rainha do Sul". Teresa tem uma oportunidade e começa uma nova relação com seu contador, Teo Aljarafe (Miguel de Miguel), embora ele nunca se apaixone. Quando descobre que ele estava fornecendo informações sobre seus negócios ao governo, ela decidiu matá-lo. É então quando se descobre que o "Güero" era realmente um agente da polícia e que Epifanio o havia enviado para matar, assim como para ela. Ela retorna ao México para tornar essa informação pública e evita que Vargas se torne presidente do México. Depois de evitar uma tentativa de assassinato em Culiacán, ele adquire uma nova identidade e desaparece grávida de um bebê que era filho de Teo Aljarafe. Ninguém sabe onde está.

### Segunda temporada
Na segunda temporada de La Reina del Sur, Teresa desapareceu para o resto do mundo sob o sistema de testemunhas protegidas do governo dos Estados Unidos, depois de afundar politicamente o candidato presidencial mexicano Epifanio Vargas. Agora ela mora na Toscana italiana sob o nome de María Dantés, totalmente longe do narcotráfico. O sequestro de sua filha Sofia a forçará voltar ao passado e enfrentar velhos e novos inimigos.

## Elenco

### Principal
| Ator                    | Personagem                           | Temporada  | Temporada |
| Ator                    | Personagem                           | 1          | 2         |
| ----------------------- | ------------------------------------ | ---------- | --------- |
| Kate del Castillo       | Teresa Mendoza / María Dantes        | Principal  | Principal |
| Humberto Zurita         | Epifanio Vargas                      | Principal  | Principal |
| Rafael Amaya            | Raymundo "El Güero" Dávila           | Principal  |           |
| Iván Sánchez            | Santiago López Fisterra "El Gallego" | Principal  |           |
| Cristina Urgel          | Patricia O'Farrell                   | Principal  |           |
| Alberto Jiménez         | Oleg Yasikov                         | Principal  |           |
| Antonio Gil             | Oleg Yasikov                         |            | Principal |
| Miguel de Miguel        | Teo Aljarafe                         | Principal  | Convidado |
| Gabriel Porras          | Roberto Márquez "El Gato"            | Principal  |           |
| Salvador Zerboni        | Ramiro Vargas "El Ratas"             | Principal  |           |
| Nacho Fresneda          | Dris Larbi                           | Principal  |           |
| Mónica Estarreado       | Fátima Mansur                        | Principal  |           |
| Alejandro Calva         | César Güemes "El Batman"             | Principal  | Principal |
| Cuca Escribano          | Sheila                               | Principal  | Principal |
| Dagoberto Gama          | Potemkin Gálvez "El Pote"            | Principal  |           |
| Christian Tappan        | Willy Rangel / Anthony Smith         | Principal  | Principal |
| Eduardo Velasco         | Coronel Abdelkader Chaib             | Principal  | Principal |
| Alfonso Vallejo         | Manolo Céspedes                      | Principal  |           |
| Pablo Castañón          | Lalo Veiga                           | Principal  |           |
| Mighello Blanco         | Siso Pernas                          | Principal  | Principal |
| Lorena Santos           | Soraya                               | Principal  |           |
| Sara Maldonado          | Verónica Cortés / Guadalupe Romero   | Principal  |           |
| Carmen Navarro          | Marcela "La Conejo"                  | Principal  | Principal |
| Santiago Meléndez       | Saturnino "Nino" Juárez              | Principal  |           |
| Juan José Arjona        | Pablo Flores                         | Principal  | Principal |
| Raoul Bova              | Francesco Belmondo "Lupo"            |            | Principal |
| Paola Núñez             | Manuela Cortés                       |            | Principal |
| Mark Tacher             | Alejandro Alcalá                     |            | Principal |
| Flavio Medina           | Zurdo Villa                          |            | Principal |
| Luisa Gavasa            | Cayetana Aljarafe                    |            | Principal |
| Kika Edgar              | Genoveva Alcalá                      |            | Principal |
| Lincoln Palomeque       | Faustino Sánchez Godoy               | Recurrente | Principal |
| Patricia Reyes Spíndola | Dona Carmen Martínez                 |            | Principal |
| Carmen Flores           | Charo                                |            | Principal |
| Emmanuel Orenday        | Danilo Márquez                       |            | Principal |
| Alejandro Speitzer      | Ray Dávila                           |            | Principal |
| Tiago Correa            | Jonathan Pérez                       |            | Principal |
| Sara Vidorreta          | Rocío Aljarafe                       |            | Principal |
| Ágata Herranz           | Paloma Aljarafe                      |            | Principal |
| Isabella Sierra         | Sofía Mendoza / Sofía Dantes         |            | Principal |

### Recorrente
| Ator                     | Personagem                     | Temporada  | Temporada  |
| Ator                     | Personagem                     | 1          | 2          |
| ------------------------ | ------------------------------ | ---------- | ---------- |
| Karim El-Kerem           | Mohammed Manssur               | Recorrente |            |
| Carlos Diez "Klaus"      | Eddie Álvarez                  | Recorrente |            |
| Nerea Garmendia          | Eugenia Montijo                | Recorrente |            |
| Juan Pablo Raba          | Tenente Jaime Gutiérrez Solana | Recorrente |            |
| Ezequiel Montalt         | Jaime "Jimmy" Arenas           | Recorrente |            |
| Rodolfo Valdés           | El Chino Parra                 | Recorrente |            |
| Geraldine Zinat          | Agente de la DEA               | Recorrente |            |
| Ceccilia Dazzi           | Stella                         |            | Recorrente |
| Aitor Luna               | Pedro Sorba                    |            | Recorrente |
| Eric Roberts             | Erick Sheldon                  |            | Recorrente |
| María Camila Giraldo     | Jimena Montes Vargas           |            | Recorrente |
| Norma Angélica           | Morgana                        |            | Recorrente |
| Quique Sanmartín         | Telmo                          |            | Recorrente |
| Carlos Aguilar           | Benxamin                       |            | Recorrente |
| Pol Monen                | Juan                           |            | Recorrente |
| Aroha Hafez              | Triana                         |            | Recorrente |
| Jesús Castro             | Jesús                          |            | Recorrente |
| Anna Ciocchetti          | Marietta Lancaster             |            | Recorrente |
| Eduardo Pérez            | Sergio                         |            | Recorrente |
| Eduardo Santamarina      | Mariano Bravo                  |            | Recorrente |
| Horacio Colomé           | Fermín                         |            | Recorrente |
| Vera Mercado             | Virginia Vargas                |            | Recorrente |
| Eduardo Yáñez            | Antonio Alcalá                 |            | Recorrente |
| Dimitry Anisimov         | Anton                          |            | Recorrente |
| Roberto Abraham Wohlmuth | Lencho                         |            | Recorrente |

## Audiência
Seu lançamento em 28 de fevereiro de 2011, obteve a maior audência da rede para a estreia de uma telenovela até aquela  data. O programa freqüentemente dominou seu horário, mesmo tendo como concorrentes uma programação em  Inglês em outras grandes redes americanas.
La Reina del Sur teve 63 episódios exibidos pela Telemundo e seu décimo terceiro episódio foi exibido simultaneamente pela rede Antena 3 em 30 de maio de 2011. O episódio final teve a maior audiência da história de 19 anos da Telemundo, cerca de 4,2 milhões de espectadores, batendo as redes de televisão dos Estados Unidos com transmissão em Inglês, na faixa etária entre  18-49 anos. O sucesso do programa estimulou a Telemundo para lançar a sua primeira campanha para obter a indicação da série ao prêmio Emmy. Uma programação especial foi ao ar na noite de 31 de maio de 2011, com a presença de várias estrelas do elenco  e marcou a estreia na Telemundo de uma das personalidades dos Talk-Shows da TV americana, a cubana, Cristina Saralegui.
A segunda temporada estreou em 22 de abril de 2019 e estima-se que foi vista por cerca de 2 milhões de espectadores, liderando com folga. O episódio final foi visto por cerca de 2,2 milhões de espectadores, sendo o programa mais visto da emissora naquele ano.

## Canções
- "La Reina del Sur", realizada por Los Cuates de Sinaloa.
- "Si nos dejan", realizada por Jose Alfredo Jiménez
- "Quédate", realizada por Paola Vargas.
- "El tiempo no perdona", realizada por Paola Vargas.
- "Nada igual", realizada por Clara Sanabras.

## Prêmios
- Premios tu mundo 2012

| Categoria                | Pessoa nomeada     | Resultado |
| ------------------------ | ------------------ | --------- |
| Novela do Ano            | "La reina del sur" | nomeado   |
| Melhor Atriz Favorita    | Kate del Castillo  | nomeado   |
| Melhor Vídeo de Má Sorte | Amor que mata      | nomeado   |

## Exibição
| Temporada | Episódios | Exibição original       | Exibição original     |
| Temporada | Episódios | Estreia da temporada    | Final da temporada    |
| --------- | --------- | ----------------------- | --------------------- |
| 1         | 63        | 28 de fevereiro de 2011 | 30 de maio de 2011    |
| 2         | 60        | 22 de abril de 2019     | 30 de julho de 2019   |
| 3         | 60        | 18 de outubro de 2022   | 16 de janeiro de 2023 |

### Exibição no Brasil
No Brasil, pode ser vista no site de streaming Netflix desde setembro de 2011.
O canal por assinatura +Globosat, também exibiu na íntegra, entre 17 de agosto e 11 de novembro de 2015, às 22h30, sob o título de A Rainha do Tráfico.
Foi reexibida pela primeira vez pelo +Globosat entre 8 de fevereiro a 5 de maio de 2016, às 22h.

### Exibição internacional
La Reina del Sur foi transmitida em vários outros mercados, incluindo Sérvia, Colômbia, Chile, Chipre, Nicarágua, Costa Rica, México, Albânia, Hungria, Eslovénia, Croácia, Roménia, Eslováquia e Brasil, entre outros.